# Фінансова операція
Фінансова операція — будь-яка операція, пов'язана зі здійсненням або забезпеченням здійснення платежу між сторонами.
Фінансова операція являє собою угоду, зв'язок, або рух коштів, що здійснюється між покупцем і продавцем, щоб обміняти актив для оплати. Це тягне за собою зміну статусу фінансів двох або більше підприємств або окремих осіб. Покупець і продавець є окремими юридичними особами або об'єктами, що здійснюють обмін цінних предметів, таких, як інформація, товарів, послуг і грошей. Фінансова операція — це двостороння взаємодія: перша частина дає гроші, частина друга отримує товар.

## Історія
У стародавні часи нефінансові операції були зазвичай проведені через системи кредитування, в яких були обмінені товари та послуги на обіцянку майбутньої відплати. Кредит має певні недоліки, включаючи вимогу про те, що торговці або їх посередники довіряють один одному. Борги повинні зрештою бути погашені або товарами, шляхом виплати грошей або речовини узгодженої вартості, такої як золото і срібло.
Системи кредиту існували протягом всієї історії, починаючи від археології. На відміну від цього, було встановлено мало доказів щодо широко розповсюдженого використання чистого бартеру, де продавці зустрітися віч-на-віч і угода завершується в одному обміні.
Після створення міст, штатів і імперій, в обіг були введені монети та паперові гроші з заданими значеннями, що дозволяли накопичувати активи, які не псуються з часом. На відміну від товару, що мав властивість псуватися. Як фіксовані валюти були поступово замінені плаваючою валютою у 20-му столітті, а також завдяки розвитку комп'ютерних мереж, використання електронних грошей стало реальністю, а фінансові операції різко зросли у швидкості та складності.

## Види
- внесення або зняття депозиту (внеску, вкладу);
- переказ грошей з рахунку на рахунок;
- обмін валюти;
- надання послуг з випуску, купівлі або продажу цінних паперів та інших видів фінансових активів;
- надання або отримання позики або кредиту;
- страхування (перестрахування);
- надання фінансових гарантій та зобов'язань;
- довірче управління портфелем цінних паперів;
- фінансовий лізинг;
- здійснення випуску, обігу, погашення (розповсюдження) державної та іншої грошової лотереї;
- надання послуг з випуску, купівлі, продажу та обслуговування чеків, векселів, платіжних карток, грошових поштових переказів та інших платіжних інструментів;
- відкриття рахунку.